# Real World Studios

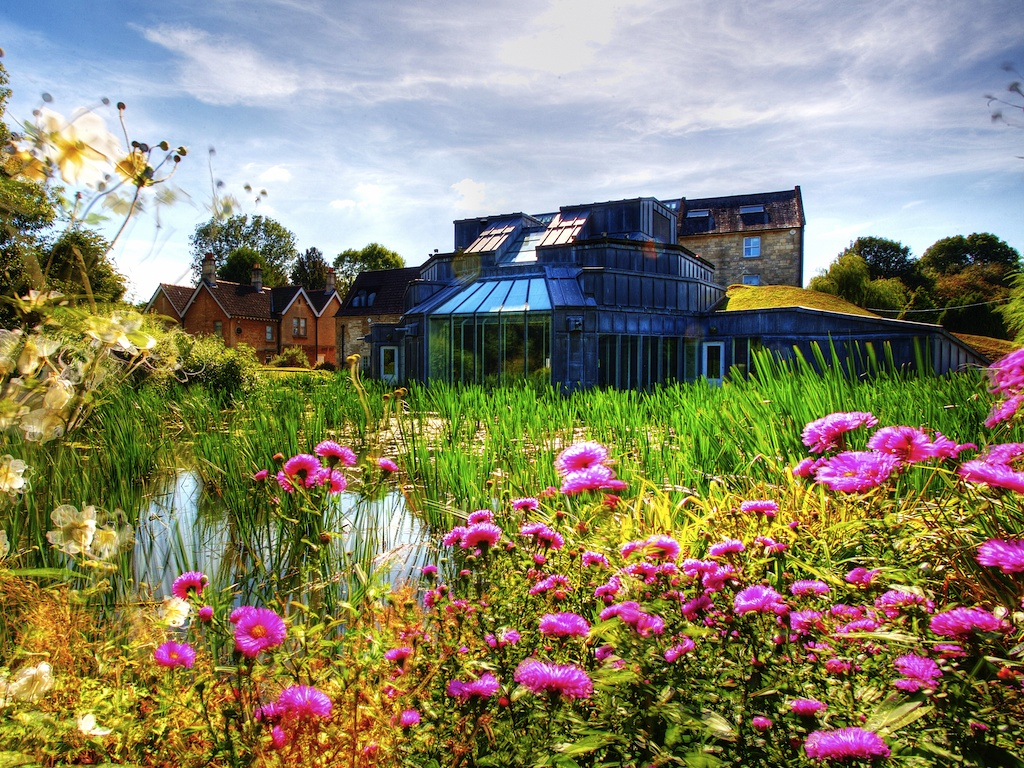
Real World Studios

I Real World Studios sono studi di registrazione residenziali creati da Peter Gabriel nel villaggio di Box, Wiltshire, vicino alla città di Bath, Inghilterra. Sono strettamente associati all'etichetta discografica Real World Records e al festival musicale Womad.

## Storia
Nel 1986, quando Peter Gabriel ultimò l'album So, decise di trasferirsi dalla Ashcombe House in una struttura di registrazione permanente, possibilmente vicino all'acqua. L'intenzione di Gabriel era quella di realizzare uno studio in grado di promuovere la creatività, la collaborazione e il senso di comunità. Gabriel, David Stallbaumer e Mike Large esaminarono diversi siti, per lo più vecchi mulini, nell'area di Bath. Il sito per i Real World aveva le dimensioni e lo spazio che volevano, aveva un fiume, si trovava immerso nella natura ed era accessibile da Londra con Bath a meno di 13 km di distanza.
Il Box Mill (noto anche come Pinchin's Mill) di 200 anni è un mulino ad acqua sul Bybrook. Nel 1864 faceva parte della Box Brewery di proprietà della famiglia Pinchin che in quell'anno chiuse la Northgate Brewery di Pulteney Bridge a Bath. Nel 1867 fu descritto come un mulino per il mais e una malto. Gabriel acquisto il mulino da Spafax nel 1987 e indisse un concorso per il progetto, al quale presero parte cinque architetti tra cui Neil Grant, che disegnò la struttura. I Feilden Clegg Bradley Studios vinsero il concorso e nel 1987 iniziarono i lavori di ristrutturazione per un valore di 1 500 000 £.
Peter Gabriel volle mantenere il più possibile il carattere del vecchio mulino, introducendo nel design elementi moderni. Il mulino venne ristrutturato, i vani furono convertiti in studi di registrazione, venne aggiunto un ulteriore edificio ("The Big Room") e furono creati spazi per alloggi. I Real World Studios furono aperti ufficialmente nel 1987, ma i lavori di ristrutturazione continuarono fino al 1989.

## Descrizione
I Real World Studios furono realizzati per la maggior parte con elementi naturali. La Writing Room e la Work Room sono riservate a Peter Gabriel, mentre le altre sale sono affittabili. Alcune sale al piano terra possiedono un pavimento pochi centimetri sotto il livello dello stagno.
Con un palco e una sala ADR, i Real World Studios hanno ospitato progetti cinematografici e televisivi tra cui Quantum of Solace, La bussola d'oro, Green Zone e The No. 1 Ladies' Detective Agency. Il complesso ospita anche una grande sala prove, uno studio per rumoristi, uno studio di missaggio surround 7.1 con servizi di doppiaggio, cucina/sala da pranzo (con uno chef in loco) e alloggi che includono un cottage di produzione. Gli studi sono dotati di quattro stanze o room:
- La Big Room di 185 m² dello studio è dotata di un mixer e  apparecchiature esterne aggiuntive che circondano la stanza. La Big Room fu progettata per essere un grande spazio di registrazione collaborativo e senza pareti divisorie, rispettando l'idea di Gabriel di far lavorare nello stesso spazio l'artista, il produttore e l'ingegnere del suono.[3][8] Ospita anche due cabine di isolamento.[8] La Big Room è stata successivamente attrezzata per ospitare il missaggio da re-registrazione per progetti cinematografici e televisivi.
- La Wood Room è adiacente alla Big Room e all'interno del vecchio mulino. È dotata di una cabina acustica, un soppalco e schermi acustici mobili. Può essere prenotata insieme alla Big Room o in modo indipendente per progetti di budget inferiori.[9]
- La Red Room è dedicata al missaggio, alla produzione e alla scrittura. È dotata di mixer e di un pianoforte, ma su richiesta sono forniti sintetizzatori, tastiere e chitarre.[10]
- La Rehearsal Room è la sala prove insonorizzata e acusticamente asciutta per le prove di una band o la pre-produzione di un tour.[11] Possiede anche un'area ricreativa in comune con bollitori per tè, macchine del caffè e microonde.[11]

I Real World studios sono dotati anche di una zona residenziale, con camere da letto, cucine e sale da pranzo, da affittare durante i periodi di pausa o riposo.

## Clienti
Fonte:

### Solisti/e
- Alicia Keys
- Alison Sudol
- Amy Winehouse
- Beyoncé, Björk
- Bonnie Rait
- Charlie Simpson
- Charlie Winston
- Chris de Burgh
- Claudio Baglioni[14][15][16]
- Daniel Lanois
- Daniel Powter
- Florence Welch
- Franco Battiato[17]
- Freya Ridings
- Gary Barlow
- Ginger Baker
- Harry Styles
- Headie One
- J Hus
- James Morrison
- Jay-Z
- Jorja Smith
- Joseph Arthur
- Kanye West
- KT Tunstall
- Kylie Minogue
- Laura Marling
- Loreena McKennitt
- Lianne La Havas
- Ludovico Einaudi
- Maggie Rogers
- Marina Diamandis
- Mary Chapin Carpenter
- Massimo Di Cataldo
- Mel C
- Michael Ball
- Midge Ure
- Natasha Bedingfield
- Neil Davidge
- Paloma Faith
- Paolo Nutini
- Papa Wemba
- Paul Oakenfold
- Paul Simon
- Rag’n’Bone Man
- Ray LaMontagne
- Robert Plant
- Roger Waters
- Sam Smith
- Seal
- Sia
- Sophie Ellis-Bextor
- Sub Focus
- Suzi Quatro
- Thomas Dolby
- Tom Jones
- Van Morrison
- Vanessa Carlton
- Yōko Takahashi

### Gruppi musicali
- A-ha
- Arctic Monkeys
- Black Grape
- Blue October
- Coldplay
- Crowded House
- Deep Purple
- Dirty Pretty Things
- Elbow
- Foals
- Goldfrapp
- Happy Mondays
- Hot Chip
- Indigo Girls
- Kaiser Chiefs
- Kasabian
- King Crimson
- Manic Street Preachers
- Marillion
- Massive Attack
- Mumford & Sons
- Muse
- New Order
- Noisettes
- Ocean Colour Scene
- Pixies
- Placebo
- Reef
- Rudimental
- Sade
- Simple Minds
- Skindred
- Stereophonics
- Stornoway
- Sweet
- Take That
- Tears For Fears
- Therapy?
- The Bad Plus
- The Beautiful South
- The Calling
- The Coral
- The Courteeners
- The Dandy Warhols
- The Heavy
- The Pretenders
- The Strypes
- The Vamps
- The Waterboys
- Toto
- Travis
- Ultravox
- Vampire Weekend
- Wet Wet Wet